# Vrinda Grover
Pour les articles homonymes, voir Grover.
Vrinda Grover est une avocate, chercheuse et militante reconnue pour défendre les droits humains ainsi que les droits des femmes. Elle est basée en Inde, à New Delhi. Par le biais de son métier, elle a représenté des femmes mais aussi des enfants victimes de violence intra-familiales ou de violences sexuelles. Elle a également représenté des victimes et des survivants de massacre communautaires, d'exécutions extrajudiciaires, de torture et des minorités sexuelles et de syndicats.

## Éducation
Elle est diplômée du St. Stephen's College de Delhi, où elle a suivie des études d'histoire. Elle a par la suite, obtenu son diplôme en droit à l'Université de Delhi ainsi que sa maîtrise en droit à l'Université de New York.

## Carrière

### Droit
Grover est apparue par le biais d'affaires importantes comme l'affaire de viol-torture de Soni Sori, des émeutes anti-sikhs de 1984, des meurtres de la police de Hashimpura en 1987, de l'affaire Jahan en 2004 et des émeutes anti-chrétiennes de 2008 à Kandhamal. Elle a également contribué à la rédaction de nombreux texte de lois et amendements.

### Activisme
Dans les années 1980, lorsque Grover était étudiante au St Stephen's College, il existait une « tradition » consistant à évaluer la population étudiante en fonction de ses attributs physiques ; le calibrage final a été résumé dans un top 10 « chick chart » et épinglé sur le tableau d'affichage officiel. Accompagné par un groupe d'étudiants, elle à mené de nombreuses protestations. On leur a reproché de briser des traditions et les membres du groupe ont été menacés d'expulsion. Mais ils ont refusé de reculer. Finalement, l'institution a interdit la pratique.
Avec un groupe d'avocates et de militantes féministes, elle a exigé que le documentaire India's Daughter soit suspendu jusqu'à ce que le processus judiciaire soit terminé. Cependant, ce groupe d'activistes a précisé qu'il n'approuvait pas la décision du gouvernement indien d'interdire le film. Elle s'est prononcée contre la peine de mort en Inde.